# Koundouriótika
Koundouriótika, en grec moderne : Κουντουριώτικα, est un quartier d' Athènes  en Grèce. Il s'étend à partir de l'ambassade américaine (en), à hauteur de l'avenue Vasilíssis Sofías et de la place Mavíli, au quartier de Gýzi, au quartier de Neápoli, délimité par la rue Kóniari, et à la colline du Lycabette.
Cette zone a été achetée par la municipalité d'Athènes en 1878 pour former un parc. À cette époque, l'avenue Alexándras n'existait pas encore et toute la zone était constituée de terres agricoles et principalement de jardins potagers. En outre, grâce à d'autres interventions ponctuelles, des terrains ont été utilisés pour la création de l'avenue Alexándras, ainsi que celle de la prison Avérof, puis de la cour d'appel d'Athènes, trois grands hôpitaux, Elpís (el), Ágios Sávvas (el), la maternité Élena Venizélos, et d'autres établissements d'enseignement plus petits. Dans la même zone, il y avait également des terrains appartenant à l'Église de Grèce, qui ont été échangés avec l’État.
Le nom du quartier, cependant, remonte à une époque ultérieure, lorsque le président de la République, l'amiral Pávlos Koundouriótis, a fait don de ce qui restait de terres non cultivées pour la création d'une colonie de réfugiés après la fin de la campagne d'Asie Mineure. Le nom du  quartier fait référence au président.